# Weltmeisterschaften der Rhythmischen Sportgymnastik 1998
Die 22. Weltmeisterschaften der Rhythmischen Sportgymnastik fanden 1998 in Sevilla, Spanien statt.

## Ergebnisse

### Gruppenmehrkampf
| Rang | Nation   | Athletin |
| ---- | -------- | -------- |
| 1    | Belarus  |          |
| 2    | Spanien  |          |
| 3    | Russland |          |

### Gruppe 5 Bälle
| Rang | Nation   | Athletin |
| ---- | -------- | -------- |
| 1    | Russland |          |
| 2    | Belarus  |          |
| 3    | Ukraine  |          |

### Gruppe 3 Bänder + 2 Reifen
| Rang | Nation  | Athletin |
| ---- | ------- | -------- |
| 1    | Spanien |          |
| 2    | Belarus |          |
| 3    | Ukraine |          |

### Medaillenspiegel
| Rang | Nation   | Gold | Silber | Bronze | Gesamt |
| ---- | -------- | ---- | ------ | ------ | ------ |
| 1    | Belarus  | 1    | 2      | -      | 3      |
| 2    | Spanien  | 1    | 1      | -      | 2      |
| 3    | Russland | 1    | -      | 1      | 2      |
| 4    | Ukraine  | -    | -      | 2      | 2      |